# Basketbal Slovensko 1. liga
La Basketbal Slovensko 1. liga è il secondo livello del campionato slovacco di pallacanestro.